# Diyi lu xiang
Di yi lu xiang (xinès simplificat: 第一炉香, pinyin: Dìyī lú xiāng, literalment 'El primer cremador d'encens'), comercialitzada internacionalment com Love After Love, és una pel·lícula de drama romàntic eròtic de Hong Kong de 2020 dirigida per Ann Hui, i protagonitzada per Ma Sichun, Faye Yu, Eddie Peng, Chang Chun-ning i Fan Wei. La pel·lícula es va estrenar al 77a Mostra Internacional de Cinema de Venècia el 8 de setembre de 2020. Estava prevista la seva estrena en sales a la Xina el 22 d'octubre de 2021.
La pel·lícula suposa la tercera vegada que Hui dirigeix una adaptació d'Eileen Chang (després de Qing cheng zhi lian de 1984 i Ban sheng yuan). Era una adaptació del conte de Chang Aloeswood Incense: The First Brazier, una extensa història d'amor ambientada a Hong Kong dels anys 40.

## Sinopsi
Ambientada a Hong Kong poc abans de la Segona Guerra Mundial, Ge Weilong (Sandra Ma) interpreta una noia que viatja de Xangai a Hong Kong a la recerca d'educació, però que acaba treballant per a la seva tia seduint homes rics i poderosos.

## Repartiment
- Ma Sichun com a Ge Weilong
- Faye Yu com a tia Liang
- Eddie Peng com a Qiao Qiqiao (George Qiao)
- Janine Chang com a Ni'er
- Fan Wei com a Situ Xie
- Zhang Jianing com a Sui Sui
- Yin Fang com a Lu Zhaolin
- Isabella Leong com a Ji Jie
- Paul Chun com a Sir Qiao Cheng
- Michelle Bai com la senyora Xin
- Wu Yanshu

## Estrena
La pel·lícula es va estrenar a la 77a Mostra Internacional de Cinema de Venècia el 8 de setembre de 2020. També es va projectar al 25è Festival Internacional de Cinema de Busan el 23 d'octubre de 2020, i al 33è Festival Internacional de Cinema de Tòquio el 31 d'octubre de 2020.